# Thomas Macdonald

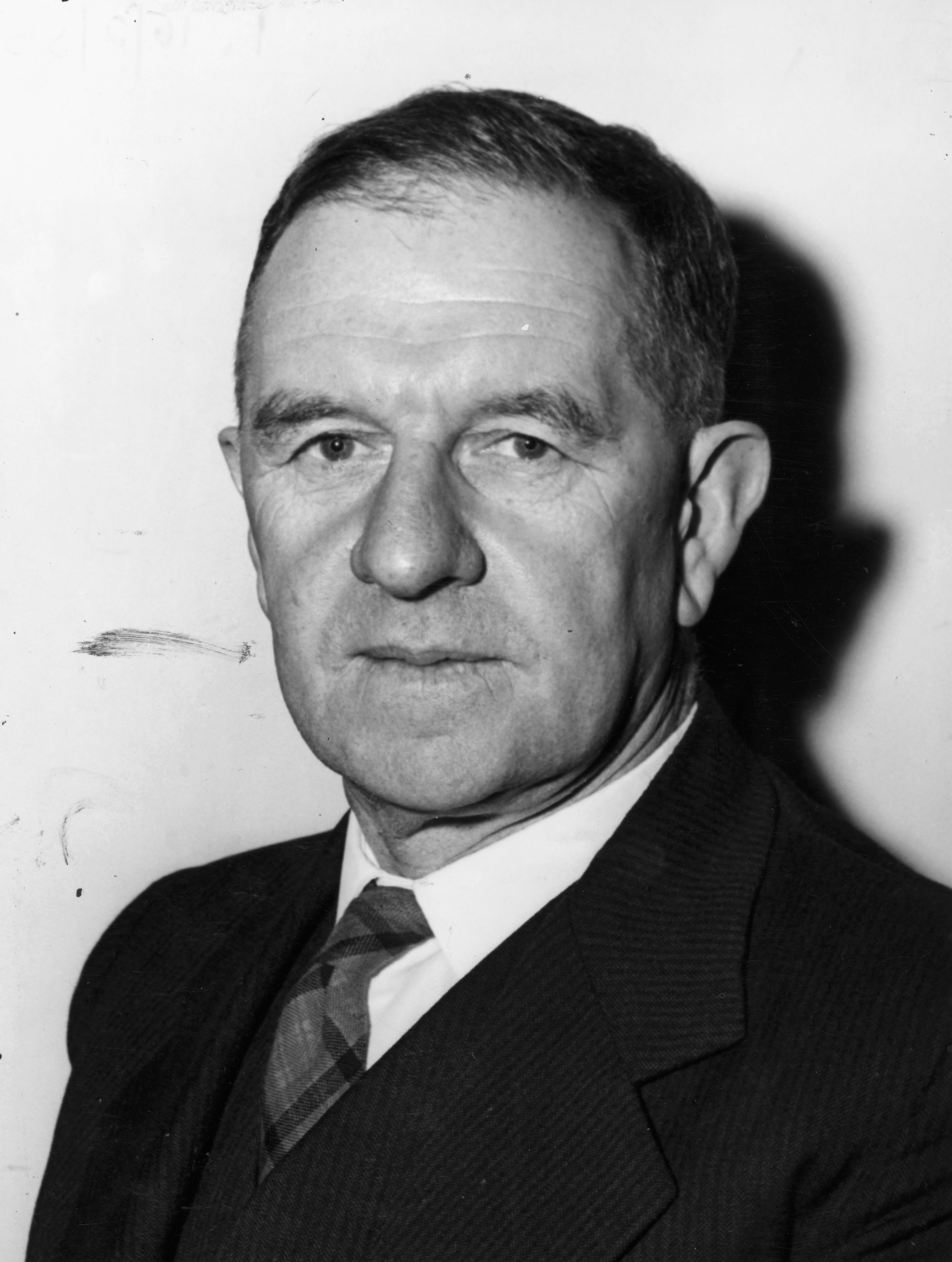
Thomas Macdonald (1954)

Sir Thomas Lachlan Macdonald KCMG (* 14. Dezember 1898 in Invercargill, Southland, Neuseeland; † 11. April 1980 in Wellington) war ein neuseeländischer Diplomat und Politiker der New Zealand National Party (NP).

## Leben

### Abstammung und berufliche Laufbahn
Macdonald, Sohn eines Farmers, war unter anderem schottischer Abstammung. Einer seiner Urgroßväter, Alexander Macdonald, stammte aus Wester Ross in den schottischen Northwest Highlands und war zunächst Missionar in Samoa und ließ sich später bei der Foveauxstraße auf der Ruapuke-Insel nieder. Ein weiterer Großvater war der Politiker Thomas Spence Forsaith, der 1854 Mitglied des Neuseeländischen Parlaments wurde, und im Mai 1856 Mitglied der Regierung von Premierminister Henry Sewell wurde, der nach nur 13 Tagen Amtszeit zurücktrat.
Nach dem Besuch der Southland Boys Highschool wurde Macdonald Mitarbeiter der Dampfschifffahrtsgesellschaft Union Steam Ship Company of New Zealand und arbeitete als Zahlmeister an Bord einer Reihe von Schiffen. 1918 trat er als Freiwilliger seinen Wehrdienst an und wurde als Soldat der Expeditionsstreitkräfte im Mittleren Osten eingesetzt.
Nach seiner Rückkehr nach Neuseeland arbeitete er als Fuhrmann und Schafhirte, ehe er 1923 einen eigenen Bauernhof in Rankleburn bei Tapanui erwarb. Daneben spielte er Rugby für West Otago und engagierte sich in der örtlichen Freimaurerloge, deren Meister vom Stuhl er 1931 wurde. 1937 verkaufte er seinen Bauernhof und ließ sich in Gore nieder.

### Abgeordneter
1938 wurde er erstmals als Bewerber der New Zealand National Party im Wahlkreis Mataura zum Mitglied des Repräsentantenhauses gewählt, wobei er klar gegen den bisherigen langjährigen Abgeordneten und früheren Bürgermeister von Gore, David McDougall, gewann. Dadurch setzte er ein Zeichen gegenüber der im Amt befindlichen Regierung der New Zealand Labour Party von Premierminister Michael Joseph Savage.
Während des Zweiten Weltkrieges trat er 1940 als Gefreiter wieder in die Streitkräfte ein und diente abermals als Soldat der New Zealand Expeditionary Force abermals im Mittleren Osten. Aufgrund seiner Tapferkeit und seiner militärischen Leistungen wurde er zuletzt zum Hauptmann befördert, ehe er wegen einer durch eine Verwundung verursachte Erkrankung nach Hause entlassen wurde. Damit gehörte er zu den wenigen Parlamentariern, die an beiden Weltkriegen teilgenommen hatten.
1943 wurde er im Wahlkreis Mataura erneut zum Abgeordneten gewählt und übernahm 1946 nach der Auflösung dieses Wahlkreises 1946 den Wahlkreis Wallace, der zuvor von dem ehemaligen Vorsitzenden der National Party, Adam Hamilton, vertreten wurde.

### Verteidigungs- und Außenminister
Im Dezember 1949 wurde Macdonal von Premierminister Sidney Holland zum Verteidigungsminister in dessen Kabinett berufen und behielt dieses Ministeramt bis zu seinem Rückzug aus der Politik im Dezember 1957. Im November 1954 übernahm er zusätzlich auch das Amt des Minister für auswärtige Angelegenheiten und Inselterritorien im Kabinett Hollands und bekleidete dieses Amt ebenfalls bis Dezember 1957 in den Regierungen der Premierminister Holland und in dem kurzzeitig von September bis Dezember 1957 amtierenden ersten Kabinett von Premierminister Keith Holyoake. Zusätzlich war er zwischen 1949 und 1954 Minister für Rehabilitation sowie von 1950 bis 1954 Minister für Zivilluftfahrt.
Als Minister war Macdonald verantwortlich für die Leitung der neuseeländischen Verteidigungs- und Außenpolitik während eines wichtigen Übergangs der internationalen Beziehungen des Landes. 1954, als es Mitglied der SEATO wurde, zog Neuseeland sein Verteidigungsengagement aus dem Mittleren Osten zurück. 1955 eröffnete es seine erste Auslandsvertretung in Südostasien und stationierte 1956 im Rahmen einer Friedensinitiative Truppenteile bei der strategischen Fernostreserve in der Föderation Malaya. In seine Amtszeit fiel die Commonwealth Trans-Antarctic Expedition (1955–1958), für deren Zustandekommen sich Macdonald eingesetzt hatte. Zum Dank dafür wurde der Mount Macdonald im Transantarktischen Gebirge nach ihm benannt.
Als Zuständiger für die Verteidigungspolitik in der Regierung musste er sich mit der unterschiedlichen Haltung und teilweise ausgesprochenen Gegnerschaft von Premierminister Holland auseinandersetzen, der als gleichzeitiger Finanzminister jede Anschaffung oder Erhöhung der militärischen Ausgaben ablehnte. Dies trug jedoch zum Ansehen Macdonalds auf Seiten seiner Offiziere bei, wenngleich sie seinen Einsatz als zu moderat empfanden.

### Hochkommissar in London
Allerdings waren seine Beziehungen zu Hollands Nachfolger ebenfalls unterkühlt, so dass er 1960 nicht dessen erste Wahl für die Besetzung des wichtigsten Botschafterposten war, des High Commissioner of New Zealand to the United Kingdom. 1961 übernahm er schließlich das Amt des Hochkommissars in London und verblieb auf diesem Posten bis 1968.
Während dieser Zeit kam es zu den ersten Annäherungen Großbritanniens zu einem Beitritt zur Europäischen Wirtschaftsgemeinschaft (EWG), sowie den damit verbundenen Risiken hinsichtlich der Exporte landwirtschaftlicher Produkte Neuseelands nach Großbritannien. Während seine Amtsvorgänger viele der Aufgaben auf ihre Mitarbeiter delegieren konnten, war Macdonald gezwungen, sich mit der Frage zu beschäftigen, ob Großbritannien auch weiterhin den Import neuseeländischer Produkte wie Butter, Käse und Lammfleisch erlauben würde, wenn das Vereinigte Königreich der EWG beitreten würde. Während seiner Amtszeit wurde er 1961 außerdem zum ersten Botschafter Neuseelands bei der EWG sowie 1966 zum ersten Botschafter in Irland ernannt.
Wenngleich Großbritannien erst nach seinem Rücktritt der EWG beitrat, blieb seine Tätigkeit als Hochkommissar im Vereinigten Königreich der wichtigste Botschafterposten.
Für seine langjährigen Verdienste wurde er 1963 als Knight Commander des Order of St. Michael and St. George zum Ritter geschlagen sowie zugleich zum „Schotten des Jahres“ gewählt.